# Nati il 12 maggio
| Questa pagina contiene informazioni ricavate automaticamente dalle voci biografiche con l'ausilio del template Bio e di un bot. L'aggiornamento è periodico e automatico e ricostruisce completamente la pagina. Se manca una persona in questa lista, sei pregato di non aggiungerla, ma accertati piuttosto che la sua voce biografica contenga il template Bio e che i dati anagrafici siano correttamente compilati. Se il template Bio manca, inseriscilo tu stesso o, in alternativa, metti l'avviso {{tmp\|Bio}} che ne segnala la mancanza. Se i dati riportati sono sbagliati, correggi direttamente la voce biografica; le modifiche saranno visibili in questa lista entro pochi giorni. Per chiarimenti vedi il progetto biografie. La lista contiene solo le 1.203 persone che sono citate nell'enciclopedia e per le quali è stato implementato correttamente il template Bio. Pagina aggiornata al 17 ago 2025. |

## XIII secolo(1)
- 1258 - Sancho IV di Castiglia, sovrano spagnolo († 1295)

## XIV secolo(3)
- 1325 - Roberto II del Palatinato, nobile († 1398)
- 1328 - Ludovico VI di Baviera, nobile tedesco († 1365)
- 1330 - Guglielmo I di Baviera, duca († 1388)

## XV secolo(4)
- 1401 - Shōkō, imperatore giapponese († 1428)
- 1476 - Lorenzo da Villamagna, presbitero italiano († 1535)
- 1479 - Pompeo Colonna, cardinale italiano († 1532)
- 1496 - Gustavo I di Svezia, sovrano († 1560)

## XVI secolo(5)
- 1515 - Cristoforo di Württemberg, duca tedesco († 1568)
- 1529 - Sabina di Brandeburgo-Ansbach, nobile tedesca († 1575)
- 1536 - Celio Magno, poeta italiano († 1602)
- 1573 - Enrico di Montpensier, nobile francese († 1608)
- 1590 - Cosimo II de' Medici, sovrano italiano († 1621)

## XVII secolo(18)
- 1602 - Dorotea Augusta di Holstein-Gottorp, nobile tedesca († 1682)
- 1606 - Joachim von Sandrart, pittore, storico dell'arte e traduttore tedesco († 1688)
- 1614 - Giovanni Bernardo Carbone, pittore italiano († 1683)
- 1622 - Louis de Buade de Frontenac, funzionario francese († 1698)
- 1626 - Louis Hennepin, religioso belga († 1704)
- 1638 - Pedro Atanasio Bocanegra, pittore spagnolo († 1689)
- 1646 - Giorgio IV di Erbach-Fürstenau, nobile tedesco († 1678)
- 1649 - Giovanni Alberto Badoer, cardinale e patriarca cattolico italiano († 1714)
- 1652 - Conrad Max Süßner, scultore tedesco
- 1662 - Jan Frans van Bloemen, pittore e incisore fiammingo († 1749)
- 1665 - Albertus Seba, farmacista e zoologo olandese († 1736)
- 1670 - Augusto II di Polonia, sovrano polacco († 1733)
- 1671 - Erdmann Neumeister, teologo tedesco († 1756)
- 1682 - Francesco Bianchi, architetto italiano († 1742)
- 1687 - Johann Heinrich Schulze, chimico tedesco († 1744)
- 1688 - Giovanna Battista Solimani, religiosa italiana († 1758)
- 1692 - Giuseppe Pappacoda, III principe di Centola, nobile e politico italiano († 1773)
- 1700 - Luigi Vanvitelli, architetto e pittore italiano († 1773)

## XVIII secolo(34)
- 1703 - Juan Portugal de la Puebla, patriarca cattolico spagnolo († 1781)
- 1706 - François Boissier de Sauvages de Lacroix, medico e botanico francese († 1767)
- 1707 - Francisco Salzillo, scultore spagnolo († 1783)
- 1712 - Carlo Guglielmo Federico di Brandeburgo-Ansbach, nobile tedesco († 1757)
- 1723 - Domenico Mondo, artista italiano († 1806)
- 1725 - Luigi Filippo I di Borbone-Orléans, generale francese († 1785)
- 1729 - Michael von Melas, generale austriaco († 1806)
- 1731 - Biagio Rebecca, pittore e decoratore italiano († 1808)
- 1733 - János Sajnovics, linguista, astronomo e gesuita ungherese († 1785)
- 1739 - Jan Křtitel Vaňhal, compositore ceco († 1813)
- 1740 - Escrava Anastácia, brasiliana
- 1745 - Jens Juel, pittore danese († 1802)
- 1747 - Giuseppe Gioeni, nobile, naturalista e vulcanologo italiano († 1822)
- 1751 - Gaetano Manna, compositore italiano († 1804)
- 1752 - Gabriele di Borbone-Spagna, spagnolo († 1788)
- 1753 - Agustín Esteve, pittore e incisore spagnolo
- 1754 - Franz Anton Hoffmeister, compositore e editore musicale tedesco († 1812)
- 1755 - Giovanni Battista Viotti, compositore e violinista italiano († 1824)
- 1759 - Pio Brunone Lanteri, presbitero italiano († 1830)
- 1760 - John Bannister, attore teatrale inglese († 1836)
- 1765 - Raimondo Guarini, storico, archeologo e epigrafista italiano († 1852)
- 1766 - Jacques Joseph, conte di Corbière, politico, avvocato e nobile francese († 1853)
- 1767 - Manuel Godoy, nobile e politico spagnolo († 1851)
- 1769 - Orazio Delfico, naturalista, botanico e chimico italiano († 1842)
- 1772 - Heinrich Menu von Minutoli, militare, esploratore e archeologo svizzero († 1846)
- 1777 - Giovanni Morandi, organista e compositore italiano († 1856)
- 1784 - James Sheridan Knowles, attore teatrale e scrittore irlandese († 1862)
- 1790 - Johannes Carsten Hauch, poeta danese († 1872)
- 1791 - Provo Wallis, ammiraglio britannico († 1892)
- 1794 - George Cathcart, generale e diplomatico inglese († 1854)
- 1795 - Giovanni Niccolò Tanara, patriarca cattolico italiano († 1853)
- 1796 - Franz Josef Mone, archivista, storico e archeologo tedesco († 1871)
- 1799 - William Gossage, chimico inglese († 1877)
- 1800 - Jean-Félix Adolphe Gambart, astronomo francese († 1836)

## XIX secolo(153)
- 1801 - Carlo Pezzani, avvocato e politico italiano († 1867)
- 1802 - Jean-Baptiste Henri Lacordaire, religioso, giornalista e politico francese († 1861)
- 1803 - Justus von Liebig, chimico tedesco († 1873)
- 1803 - Alexandre Montfort, compositore francese († 1856)
- 1805 - Julius Fürst, orientalista tedesco († 1873)
- 1806 - Henry Clark Barlow, scrittore e viaggiatore britannico († 1876)
- 1806 - Johan Vilhelm Snellman, politico e filosofo finlandese († 1881)
- 1807 - Rodolphe Blanchet, numismatico, storico e politico svizzero († 1864)
- 1812 - Edward Lear, scrittore e illustratore inglese († 1888)
- 1812 - Lorenzo Nina, cardinale italiano († 1885)
- 1812 - Carlo Passaglia, teologo e presbitero italiano († 1887)
- 1813 - Filippo Minutilli, patriota e militare italiano († 1864)
- 1814 - Adolf von Henselt, compositore e pianista tedesco († 1889)
- 1816 - Edmund Beckett, I barone Grimthorpe, avvocato e architetto inglese († 1905)
- 1817 - Giovanni Pierallini, arcivescovo cattolico italiano († 1888)
- 1820 - Henry Bryant, medico e naturalista statunitense († 1867)
- 1820 - Josef Mánes, pittore ceco († 1871)
- 1820 - Florence Nightingale, infermiera britannica († 1910)
- 1822 - Silvio Spaventa, politico e patriota italiano († 1893)
- 1823 - Achille Bernardi, politico italiano
- 1823 - John Russell Hind, astronomo britannico († 1895)
- 1825 - Giovanni Antonio Migliorati, diplomatico e politico italiano († 1898)
- 1825 - Orélie Antoine de Tounens, avvocato e avventuriero francese († 1878)
- 1827 - Francesco Montefredini, scrittore e storico italiano († 1892)
- 1828 - Johannes Rietstap, araldista e genealogista olandese († 1891)
- 1828 - Dante Gabriel Rossetti, pittore e poeta britannico († 1882)
- 1833 - Gaston Casimir Saint-Pierre, pittore francese († 1916)
- 1835 - Raphaël Ponson, artista francese († 1904)
- 1835 - Francesco Zedda Piras, imprenditore italiano († 1904)
- 1837 - Adolf Klügmann, archeologo e numismatico tedesco († 1880)
- 1839 - Heinrich von Geymüller, storico dell'arte svizzero († 1909)
- 1840 - George Cadogan, V conte Cadogan, politico britannico († 1915)
- 1840 - Marie-Léonie Paradis, religiosa canadese († 1912)
- 1841 - Carl Neuber, presbitero tedesco († 1905)
- 1842 - Rudolf Kaltenbach, ginecologo tedesco († 1893)
- 1842 - Jules Massenet, compositore, pianista e organista francese († 1912)
- 1844 - Silvio Arrivabene Valenti Gonzaga, imprenditore e politico italiano († 1913)
- 1845 - Henri Brocard, matematico francese († 1922)
- 1845 - Gabriel Fauré, compositore e organista francese († 1924)
- 1846 - Alfred Dubois, velista francese († 1930)
- 1846 - Butros Ghali Pascià, politico egiziano († 1910)
- 1846 - Girolamo Rossi Martini, imprenditore e politico italiano († 1921)
- 1850 - Henry Cabot Lodge, politico statunitense († 1924)
- 1851 - Armando Armuzzi, sindacalista e politico italiano († 1930)
- 1852 - Edmund Lesser, dermatologo tedesco († 1918)
- 1855 - Hermes da Fonseca, generale e politico brasiliano († 1923)
- 1855 - Robert Allen Rolfe, botanico britannico († 1921)
- 1856 - Andreas Franz Wilhelm Schimper, botanico e ecologo tedesco († 1901)
- 1857 - Emilio Boggio, pittore venezuelano († 1920)
- 1857 - Enrico Emilio Ximenes, critico letterario e saggista italiano († 1923)
- 1858 - George Butterworth, tennista e rugbista a 15 britannico († 1941)
- 1858 - Numa Campi, medico e politico italiano († 1923)
- 1858 - Antonio Venditti, politico italiano († 1932)
- 1859 - August von Brandis, pittore tedesco († 1947)
- 1860 - Edward Seymour, XVI duca di Somerset, nobile britannico († 1931)
- 1863 - Charles Bordes, compositore francese († 1909)
- 1863 - Henri Expert, scrittore e musicologo francese († 1952)
- 1863 - Joseph Garibaldi, pittore francese († 1941)
- 1863 - Félix Michelet, velista francese († 1922)
- 1863 - Raul Pompeia, scrittore brasiliano († 1895)
- 1865 - Eduardo Di Capua, compositore italiano († 1917)
- 1866 - Giorgio Enrico Falck, imprenditore e politico italiano († 1947)
- 1866 - Gustav Adolf von Götzen, esploratore, politico e militare tedesco († 1910)
- 1866 - Leopoldo da Castelnuovo, presbitero croato († 1942)
- 1867 - Lionel Belmore, attore e regista inglese († 1953)
- 1868 - Myrtle Corbin, statunitense († 1928)
- 1868 - Giuseppe De Lorenzi, ammiraglio italiano († 1921)
- 1868 - Ciro Grassi, compositore e organista italiano († 1952)
- 1868 - Tito Montefinale, generale e politico italiano († 1959)
- 1868 - Al Shean, attore tedesco († 1949)
- 1868 - Boris Pinhasovič Tomaševskij, cantante, attore e editore ucraino († 1939)
- 1869 - Albert Engström, disegnatore e scrittore svedese († 1940)
- 1869 - Edmund Garratt Gardner, storico e italianista britannico († 1935)
- 1869 - Carl Schuhmann, ginnasta, lottatore e sollevatore tedesco († 1946)
- 1870 - Julius Binder, filosofo tedesco († 1939)
- 1870 - Hubert Crackanthorpe, scrittore britannico († 1896)
- 1871 - Mario Gabinio, fotografo e alpinista italiano († 1938)
- 1872 - Georgij Aleksandrovič Jur'evskij, russo († 1913)
- 1872 - Anton Korošec, gesuita e politico sloveno († 1940)
- 1872 - Eleanor Rathbone, politica britannica († 1946)
- 1872 - August Vermeylen, scrittore belga († 1945)
- 1874 - Galileo Beghi, politico italiano († 1944)
- 1874 - Pietro Ferdinando d'Asburgo-Lorena, nobile e militare austriaco († 1948)
- 1874 - Clemens von Pirquet, pediatra austriaco († 1929)
- 1875 - Charles Holden, architetto e designer inglese († 1960)
- 1876 - Arpalice Cuman Pertile, poetessa e scrittrice italiana († 1958)
- 1876 - Mario Massa, cantante italiano († 1936)
- 1877 - Emma Carelli, soprano italiano († 1928)
- 1878 - Massimo Bontempelli, scrittore e saggista italiano († 1960)
- 1878 - Julia Dean, attrice statunitense († 1952)
- 1880 - Lincoln Ellsworth, esploratore statunitense († 1951)
- 1881 - Alfredo Albertini, medico italiano († 1952)
- 1881 - Bill Beckman, lottatore statunitense († 1933)
- 1881 - Aleksandr Aleksandrovič Bogomolec, medico sovietico († 1946)
- 1882 - Torleif Torkildsen, ginnasta e tennista norvegese († 1944)
- 1883 - Fredrik Böök, scrittore svedese († 1961)
- 1883 - Auguste Castille, ginnasta francese († 1971)
- 1884 - Mihovil Abramić, archeologo croato († 1962)
- 1884 - Tullio Benedetti, giornalista e politico italiano († 1973)
- 1884 - Fortunato Longo, scultore italiano († 1957)
- 1885 - Georges Bilot, calciatore francese († 1964)
- 1885 - Saneatsu Mushanokōji, scrittore giapponese († 1976)
- 1885 - Mario Sironi, pittore italiano († 1961)
- 1886 - Ettore Caffaratti, generale e cavaliere italiano († 1969)
- 1886 - Rudolf Schmidt, generale tedesco († 1957)
- 1886 - Pietro Sharoff, attore, regista teatrale e direttore artistico russo († 1969)
- 1887 - Bertha Lewis, contralto e attrice inglese († 1931)
- 1887 - Leone Giacomo Ossola, arcivescovo cattolico italiano († 1951)
- 1888 - Theodor Reik, psicoanalista austriaco († 1969)
- 1888 - Fritz Schäffer, politico tedesco († 1967)
- 1888 - Mariano Stabile, baritono italiano († 1968)
- 1889 - Otto Frank, dirigente d'azienda tedesco († 1980)
- 1889 - Abelardo Luján Rodríguez, politico e militare messicano († 1967)
- 1889 - Ion Manolescu-Strunga, politico rumeno († 1951)
- 1889 - Calogero Marrone, funzionario e antifascista italiano († 1945)
- 1889 - Günther Meinhold, generale tedesco († 1979)
- 1889 - Bob Millar, allenatore di calcio e calciatore scozzese († 1967)
- 1890 - Renzo Novatore, anarchico, poeta e filosofo italiano († 1922)
- 1890 - Kurt Student, generale tedesco († 1978)
- 1891 - Juan Andreu Almazán, generale, politico e imprenditore messicano († 1965)
- 1891 - John Edelsten, ammiraglio inglese († 1966)
- 1892 - Pietro Ferrero, sindacalista e anarchico italiano († 1922)
- 1892 - Fritz Kortner, attore, regista e sceneggiatore austriaco († 1970)
- 1892 - Corrado Mazzoni, militare italiano († 1917)
- 1892 - Biagio Mercadante, pittore italiano († 1971)
- 1893 - René Mourlon, velocista francese († 1977)
- 1893 - Cleo Ridgely, attrice statunitense († 1962)
- 1893 - Giovanni Romagnoli, pittore e scultore italiano († 1976)
- 1893 - Guido Salvini, regista e scenografo italiano († 1965)
- 1893 - Silvio Scaroni, generale e aviatore italiano († 1977)
- 1894 - Clemente Primieri, generale italiano († 1981)
- 1895 - William Francis Giauque, chimico statunitense († 1982)
- 1895 - Harold Olsen, allenatore di pallacanestro statunitense († 1953)
- 1896 - Umberto Fiore, politico e sindacalista italiano († 1978)
- 1896 - Giovanni Italo Greco, politico italiano († 1977)
- 1896 - Enrico Silvestri, sciatore di pattuglia militare italiano († 1977)
- 1897 - Jules Matton, ciclista su strada belga († 1973)
- 1897 - Earle Nelson, serial killer statunitense († 1928)
- 1897 - Rio Nobile, attore tedesco († 1971)
- 1897 - Nikolaj Sokolov, calciatore sovietico († 1988)
- 1898 - Bruno Castiglioni, geografo italiano († 1945)
- 1898 - Julian Gumperz, sociologo tedesco († 1972)
- 1898 - Everett Shelton, cestista, giocatore di football americano e giocatore di baseball statunitense († 1974)
- 1898 - Paul Tournier, medico e scrittore svizzero († 1986)
- 1898 - Eduardo Zumpano, politico italiano († 1954)
- 1899 - Atilio Badalini, calciatore argentino († 1953)
- 1899 - Tommy Magee, calciatore inglese († 1974)
- 1899 - Ira S. Webb, produttore cinematografico, scenografo e sceneggiatore statunitense († 1971)
- 1900 - Adelin Benoît, ciclista su strada e pistard belga († 1954)
- 1900 - Steve Ferrigno, mafioso italiano († 1930)
- 1900 - Roberto Minervini, giornalista, drammaturgo e saggista italiano († 1962)
- 1900 - Rudolf Schwarzgruber, alpinista, geografo e insegnante tedesco († 1943)
- 1900 - Helene Weigel, attrice austriaca († 1971)

## XX secolo(953)
- 1901 - Gino Meacci, politico italiano († 1966)
- 1901 - Luigi Poggia, calciatore italiano († 1960)
- 1901 - Domenico Rizzo, politico italiano († 1996)
- 1902 - Emilio Livi, cantante italiano († 1973)
- 1902 - Josef Bohumil Souček, teologo e biblista ceco († 1972)
- 1902 - Philip Wylie, scrittore e saggista statunitense († 1971)
- 1902 - Frank Yates, statistico inglese († 1994)
- 1903 - Lennox Berkeley, compositore inglese († 1989)
- 1903 - Francesco Capacchione, politico italiano († 1994)
- 1903 - Wilfrid Hyde-White, attore inglese († 1991)
- 1903 - Angiolo Poli, poeta italiano († 1941)
- 1903 - Martin Weise, giornalista tedesco († 1943)
- 1903 - Luciano Zampatti, saltatore con gli sci italiano († 1957)
- 1904 - Aleksandr Chanov, attore sovietico († 1983)
- 1904 - Raymond Lopez, architetto e urbanista francese († 1966)
- 1905 - Arthur John Arberry, arabista e iranista britannico († 1969)
- 1905 - George Julius Gulack, ginnasta statunitense († 1987)
- 1905 - Alex Jackson, calciatore scozzese († 1946)
- 1905 - Armando Lombardi, arcivescovo cattolico italiano († 1964)
- 1905 - Ettore Mangano, politico italiano
- 1905 - Maurizio Vigiani, politico italiano († 1975)
- 1906 - Harry Hodson, economista e giornalista britannico († 1999)
- 1906 - Gorilla Jones, pugile statunitense († 1982)
- 1906 - Mario Martinelli, politico italiano († 2001)
- 1906 - Aurel Milloss, danzatore e coreografo ungherese († 1988)
- 1907 - Leslie Charteris, scrittore britannico († 1993)
- 1907 - Ivano Guerrini, calciatore italiano
- 1907 - Katharine Hepburn, attrice statunitense († 2003)
- 1907 - Benediktas Rutkūnas, scrittore lituano († 1975)
- 1907 - Sirio Vernati, calciatore svizzero († 1993)
- 1908 - Antonio Amorth, giurista italiano († 1986)
- 1908 - Ferdinando D'Ambrosio, politico italiano († 1996)
- 1908 - Nicholas Kaldor, economista ungherese († 1986)
- 1908 - Alejandro Scopelli, allenatore di calcio e calciatore argentino († 1987)
- 1909 - Giuseppe Antonelli, calciatore italiano
- 1909 - Norma Smallwood, modella statunitense († 1966)
- 1909 - Jurij Osipovič Dombrovskij, scrittore russo († 1978)
- 1909 - Jean Filiol, criminale francese
- 1909 - Margaret Harshaw, mezzosoprano e soprano statunitense († 1997)
- 1909 - Mario Alberto Rollier, chimico, partigiano e politico italiano († 1980)
- 1909 - Pasquale Rotondi, storico dell'arte, funzionario e restauratore italiano († 1991)
- 1910 - Adone Asinari, pittore italiano († 1984)
- 1910 - Gerhard Dornbusch, direttore d'orchestra, compositore e arrangiatore svedese († 1976)
- 1910 - James Dudley, giocatore di baseball statunitense († 2004)
- 1910 - Johan Ferrier, politico surinamese († 2010)
- 1910 - Dorothy Crowfoot Hodgkin, biochimica e cristallografa britannica († 1994)
- 1910 - Gordon Jenkins, compositore e pianista statunitense († 1984)
- 1910 - Heinrich Koenen, ingegnere tedesco († 1945)
- 1910 - Giuseppe Martano, ciclista su strada italiano († 1994)
- 1910 - Giulietta Simionato, mezzosoprano italiano († 2010)
- 1910 - Giuseppe Testi, pittore italiano († 1993)
- 1911 - Bill Gormlie, allenatore di calcio e calciatore inglese († 1976)
- 1911 - Wilhelm Leichum, velocista e lunghista tedesco († 1941)
- 1912 - James Grant, funzionario statunitense († 1995)
- 1912 - Willie Hall, calciatore inglese († 1967)
- 1912 - Henry Jonsson, mezzofondista svedese († 2001)
- 1912 - Luigi Lladó Teixidor, religioso spagnolo († 1936)
- 1912 - Gianni Monnet, artista, architetto e grafico italiano († 1958)
- 1912 - William Yarborough, generale statunitense († 2005)
- 1913 - Igor' Zacharovič Bondarevskij, scacchista sovietico († 1979)
- 1913 - Jamelão, cantante brasiliano († 2008)
- 1913 - Giorgio Macerata, schermidore italiano
- 1913 - Barrington Moore, sociologo statunitense († 2005)
- 1914 - Bertus Aafjes, poeta e scrittore olandese († 1993)
- 1914 - Sabino Coletta, calciatore argentino
- 1914 - Helmut Sievert, calciatore tedesco († 1945)
- 1914 - Howard K. Smith, giornalista, conduttore radiofonico e conduttore televisivo statunitense († 2002)
- 1914 - Giorgi Varazashvili, partigiano e militare georgiano († 1945)
- 1915 - Marco Costantini, incisore italiano († 2003)
- 1915 - Raffaele Persichetti, militare italiano († 1943)
- 1915 - Roger Schutz, monaco cristiano svizzero († 2005)
- 1915 - Tony Strobl, fumettista statunitense († 1991)
- 1916 - Salvatore Caroleo, compositore e direttore di banda italiano († 1989)
- 1916 - Lorenzo Mongiardino, architetto italiano († 1998)
- 1916 - Albert Murray, scrittore e biografo statunitense († 2013)
- 1916 - Giuseppe Zuccotti, calciatore italiano
- 1917 - Maya Deren, regista ucraina († 1961)
- 1918 - Renato Baldi, architetto, urbanista e restauratore italiano († 2022)
- 1918 - Alfred Bickel, calciatore svizzero († 1999)
- 1918 - Ennio D'Aniello, politico italiano († 1992)
- 1918 - Julius Rosenberg, attivista statunitense († 1953)
- 1918 - Vincent Trần Ngọc Thụ, presbitero vietnamita († 2002)
- 1919 - Pierre Brambilla, ciclista su strada e dirigente sportivo italiano († 1984)
- 1919 - Aimé Michel, scrittore e filosofo francese († 1992)
- 1919 - David Mountbatten, nobile inglese († 1970)
- 1919 - Wu Wenjun, matematico cinese († 2017)
- 1920 - Irena Anders, cantante e attrice polacca († 2010)
- 1920 - Vilém Flusser, filosofo, scrittore e giornalista ceco († 1991)
- 1920 - Renato Turi, attore, doppiatore e direttore del doppiaggio italiano († 1991)
- 1921 - Warren Ajax, cestista statunitense († 2004)
- 1921 - Giovanni Benelli, cardinale e arcivescovo cattolico italiano († 1982)
- 1921 - Joseph Beuys, pittore, scultore e performance artist tedesco († 1986)
- 1921 - Salvatore Camilleri, scrittore, poeta e traduttore italiano († 2021)
- 1921 - Miloš Hájek, storico e politico ceco († 2016)
- 1921 - Farley Mowat, etologo e scrittore canadese († 2014)
- 1921 - Svatopluk Schäfer, calciatore cecoslovacco († 1996)
- 1922 - Marco Denevi, scrittore, giornalista e avvocato argentino († 1998)
- 1922 - Roy Salvadori, pilota automobilistico inglese († 2012)
- 1923 - Luigi Pozzi, calciatore italiano
- 1923 - Giovanni Testori, scrittore, giornalista e poeta italiano († 1993)
- 1923 - Valentin Zubkov, attore sovietico († 1979)
- 1924 - Claribel Alegría, poetessa, giornalista e scrittrice nicaraguense († 2018)
- 1924 - Mario Begni, calciatore italiano († 1965)
- 1924 - Mario Carbone, regista, direttore della fotografia e fotografo italiano († 2025)
- 1924 - Georges Dransart, canoista francese († 2005)
- 1924 - Michele Greco, mafioso italiano († 2008)
- 1924 - Aron Jakovlevič Gurevič, storico russo († 2006)
- 1924 - Evan Mecham, politico statunitense († 2008)
- 1924 - Piero Turchetti, regista italiano († 2003)
- 1925 - Yogi Berra, giocatore di baseball, allenatore di baseball e aforista statunitense († 2015)
- 1925 - Red Curren, cestista canadese († 2010)
- 1925 - Giovanni Del Rio, politico italiano († 2015)
- 1925 - Ricardo Primitivo González, ex cestista argentino
- 1925 - Luis Molowny, allenatore di calcio e calciatore spagnolo († 2010)
- 1925 - Frank Pierson, sceneggiatore, regista e produttore televisivo statunitense († 2012)
- 1926 - James Samuel Coleman, sociologo statunitense († 1995)
- 1926 - Mervyn M. Dymally, politico statunitense († 2012)
- 1926 - John Givens, cestista e allenatore di pallacanestro statunitense († 2009)
- 1926 - Earl Hutto, politico statunitense († 2020)
- 1926 - Marilyn Knowlden, attrice statunitense
- 1926 - Vincenzo Mezzogiorno, medico e politico italiano († 2001)
- 1926 - George Christopher Williams, biologo statunitense († 2010)
- 1927 - Alceu Collares, politico e avvocato brasiliano († 2024)
- 1927 - Vito Cusimano, politico italiano († 2014)
- 1927 - Barbara Dane, cantante statunitense († 2024)
- 1927 - Roland La Starza, pugile statunitense († 2009)
- 1927 - Mária Littomeritzky, nuotatrice ungherese († 2017)
- 1927 - Cesare Marchetti, fisico italiano († 2023)
- 1927 - Roland Riz, politico, giurista e avvocato italiano
- 1927 - Juan Trejo, pallanuotista messicano († 2012)
- 1928 - Raymond Ausloos, calciatore belga († 2012)
- 1928 - Burt Bacharach, pianista, compositore e arrangiatore statunitense († 2023)
- 1928 - Francesco Cavicchi, pugile italiano († 2018)
- 1928 - Henry Cosby, compositore e produttore discografico statunitense († 2002)
- 1928 - Heinrich Isser, slittinista e bobbista austriaco († 2004)
- 1928 - Manuel Lujan, Jr., politico statunitense († 2019)
- 1928 - Saw Maung, generale e politico birmano († 1997)
- 1928 - Jim McCullough Sr., regista, sceneggiatore e produttore cinematografico statunitense († 2012)
- 1928 - Isabelle Sadoyan, attrice francese († 2017)
- 1929 - Ágnes Heller, filosofa e saggista ungherese († 2019)
- 1929 - Otakar Hořínek, tiratore a segno cecoslovacco († 2015)
- 1929 - Bernard Marcus, imprenditore statunitense († 2024)
- 1929 - Sam Nujoma, politico namibiano († 2025)
- 1930 - Gaetano Allotta, saggista italiano
- 1930 - Elso Cruciani, arbitro di calcio italiano († 1988)
- 1930 - Vincenzo Filippone-Thaulero, filosofo, sociologo e poeta italiano († 1972)
- 1930 - Jesús Franco, regista, sceneggiatore e attore spagnolo († 2013)
- 1930 - Patricia McCormick, tuffatrice statunitense († 2023)
- 1930 - Mazisi Kunene, scrittore e poeta sudafricano († 2006)
- 1930 - Bill Pataky, cestista canadese († 2004)
- 1930 - Mogens von Gadow, attore, doppiatore e regista teatrale tedesco
- 1931 - Giancarlo Bolognesi, calciatore italiano († 2001)
- 1931 - Franco Mandelli, ematologo italiano († 2018)
- 1931 - Franca Marino Buccellato, politica italiana († 2019)
- 1931 - Eddie Stuart, allenatore di calcio e calciatore sudafricano († 2014)
- 1931 - Bob Williams, cestista statunitense († 2021)
- 1931 - Alberto da Costa e Silva, diplomatico, scrittore e politico brasiliano († 2023)
- 1932 - Ettore Bentsik, dirigente d'azienda e politico italiano († 1998)
- 1932 - Umberto Bindi, cantautore, compositore e pianista italiano († 2002)
- 1932 - Massimo Felisatti, regista, sceneggiatore e scrittore italiano († 2016)
- 1932 - Krishnajirao III, principe indiano († 1999)
- 1932 - René Ramos Latour, rivoluzionario cubano († 1958)
- 1932 - Fernando Madeira, nuotatore e pallanuotista portoghese († 2025)
- 1932 - Ingo Maurer, designer e imprenditore tedesco († 2019)
- 1932 - Thomas Mensah, giurista ghanese († 2020)
- 1932 - Walter Wanderley, pianista, organista e musicista brasiliano († 1986)
- 1933 - Alberto Baumann, giornalista, scrittore e pittore italiano († 2014)
- 1933 - Luka Lipošinović, calciatore jugoslavo († 1992)
- 1933 - Stephen Vizinczey, scrittore ungherese († 2021)
- 1933 - Andrej Andreevič Voznesenskij, poeta russo († 2010)
- 1934 - Elechi Amadi, scrittore nigeriano († 2016)
- 1934 - Gino Burrini, sciatore alpino italiano († 2022)
- 1934 - Adriano De Micheli, produttore cinematografico italiano
- 1934 - Fulvio Grimaldi, giornalista italiano
- 1934 - Elio Mosele, politico italiano († 2024)
- 1934 - Zbigniew Skrudlik, ex schermidore polacco
- 1934 - Sandra Warner, attrice, modella e cantante statunitense († 2022)
- 1935 - Hüseyin Alp, cestista e attore turco († 1983)
- 1935 - Johnny Bucyk, ex hockeista su ghiaccio canadese
- 1935 - Daniel Martín, attore spagnolo († 2009)
- 1935 - Gary Peacock, contrabbassista statunitense († 2020)
- 1935 - Bruce Voeller, biologo statunitense († 1994)
- 1936 - Manuel Alegre, poeta, scrittore e politico portoghese
- 1936 - Graziano Battistini, ciclista su strada italiano († 1994)
- 1936 - Margaret Calvert, designer britannica
- 1936 - Marcello Casco, scrittore, attore e regista italiano († 1999)
- 1936 - Klaus Doldinger, sassofonista e compositore tedesco
- 1936 - Guillermo Endara, politico panamense († 2009)
- 1936 - Ivan Stepanovič Marčuk, pittore ucraino
- 1936 - Arturo Carlo Quintavalle, storico dell'arte italiano
- 1936 - Frank Stella, pittore e scultore statunitense († 2024)
- 1937 - Renzo Cappellaro, calciatore e allenatore di calcio italiano († 2014)
- 1937 - George Carlin, comico, attore e sceneggiatore statunitense († 2008)
- 1937 - Misha Defonseca, scrittrice belga
- 1937 - Pierre Fournier, giornalista, disegnatore e ambientalista francese († 1973)
- 1937 - Susan Hampshire, attrice britannica
- 1937 - Angelo Maraschi, ex pallanuotista e dirigente sportivo italiano
- 1937 - Mun Hyeon-jang, ex cestista sudcoreano
- 1937 - Mario Torelli, archeologo e funzionario italiano († 2020)
- 1937 - Bumper Tormohlen, cestista e allenatore di pallacanestro statunitense († 2018)
- 1938 - Andrej Amal'rik, scrittore russo († 1980)
- 1938 - Luana Anders, attrice e sceneggiatrice statunitense († 1996)
- 1938 - Mauro Bosco, attore e doppiatore italiano
- 1938 - Terry Farrell, architetto e urbanista britannico
- 1938 - Jimmy Hastings, flautista, sassofonista e clarinettista britannico († 2024)
- 1938 - Nadia Liani, cantante italiana
- 1938 - Ayaz Mütallibov, politico azero († 2022)
- 1938 - Millie Perkins, attrice statunitense
- 1938 - Marie-Josée Roig, politica francese († 2024)
- 1939 - Gianni Cosetti, imprenditore e cuoco italiano († 2001)
- 1939 - Jalal Dabagh, politico, scrittore e giornalista iracheno
- 1939 - Miltiadīs Evert, politico greco († 2011)
- 1939 - Chuck Hull, ingegnere, inventore e imprenditore statunitense
- 1939 - Liisa Kauppinen, avvocato finlandese
- 1939 - Ali Kitonsa, calciatore ugandese († 2013)
- 1939 - Ernesto Lupo, magistrato italiano
- 1940 - Adriano Birtig, ex calciatore italiano
- 1940 - Roland Buchs-Binz, ufficiale svizzero († 2022)
- 1940 - Paolo Casarin, ex arbitro di calcio italiano
- 1940 - Walter Frescura, ex tiratore a segno italiano
- 1940 - Maurizio Lotti, politico italiano († 2014)
- 1940 - Gian Pieretti, cantautore, compositore e paroliere italiano
- 1940 - Adrian Street, wrestler gallese († 2023)
- 1940 - Norman Whitfield, produttore discografico, paroliere e compositore statunitense († 2008)
- 1941 - Massimo De Vita, fumettista italiano
- 1941 - Franco Magnaghi, ex calciatore italiano
- 1941 - Franco Stradella, politico italiano († 2022)
- 1942 - Klaus Adam, ex cestista tedesco
- 1942 - Guy Bonnet, cantautore francese († 2024)
- 1942 - Angelo Buccarello, presbitero e religioso italiano
- 1942 - Gerhard Dietrich, ginnasta tedesco († 2024)
- 1942 - Ian Dury, cantautore e attore britannico († 2000)
- 1942 - Michel Fugain, cantante e compositore francese
- 1942 - Carillo Gritti, vescovo cattolico e missionario italiano († 2016)
- 1942 - Italo Ianne, cantante, compositore e produttore discografico italiano († 2024)
- 1942 - Claudio Lombardi, ingegnere italiano
- 1942 - Barry B. Longyear, scrittore di fantascienza, sceneggiatore e glottoteta statunitense († 2025)
- 1942 - Hideo Otake, giocatore di go giapponese
- 1942 - Billy Swan, cantautore, musicista e polistrumentista statunitense
- 1942 - Wiltrud Urselmann, ex nuotatrice tedesca
- 1942 - Dragoljub Velimirović, scacchista serbo († 2014)
- 1942 - Leonardo Viti, fantino italiano († 2007)
- 1943 - Linda Dano, attrice statunitense
- 1943 - Christian Robin, epigrafista, archeologo e orientalista francese
- 1944 - Ion Baciu, ex lottatore rumeno
- 1944 - Robert Bigelow, imprenditore statunitense
- 1944 - Fritz Graf, filologo classico svizzero
- 1944 - William Horwood, scrittore britannico
- 1944 - Keith Kellogg, diplomatico statunitense
- 1944 - Sara Kestelman, attrice britannica
- 1944 - Eva Demski, scrittrice tedesca
- 1944 - Chris Patten, politico britannico
- 1944 - Carlos Pellicer Vázquez, ex calciatore spagnolo
- 1944 - Carl Rodwell, ex cestista australiano
- 1944 - Włodzimierz Trams, cestista polacco († 2021)
- 1945 - Linda Carlson, attrice statunitense († 2021)
- 1945 - Ezio Cini, tiratore a segno italiano († 2021)
- 1945 - Claudia Gravy, attrice spagnola
- 1945 - Tormod Haugen, scrittore e traduttore norvegese († 2008)
- 1945 - Bernadette Mayer, poetessa e artista statunitense († 2022)
- 1945 - Ian McLagan, tastierista, polistrumentista e cantautore britannico († 2014)
- 1945 - Keith Olsen, produttore discografico statunitense († 2020)
- 1945 - Luciano Poppi, ex calciatore italiano
- 1945 - Genovaitė Ramoškienė, ex canottiera sovietica
- 1945 - Diana Raznovich, drammaturga e fumettista argentina
- 1945 - Carl Robie, nuotatore statunitense († 2011)
- 1945 - Ruggero Rosi, attore italiano
- 1945 - Nikos Sismanidīs, ex cestista e allenatore di pallacanestro greco
- 1945 - Johannes Vold, ex calciatore norvegese
- 1945 - María José Yéllici, modella venezuelana
- 1946 - James Alan Ball, calciatore e allenatore di calcio inglese († 2007)
- 1946 - Ernesto Bettinelli, costituzionalista italiano
- 1946 - Mario Biondi, allenatore di calcio e ex calciatore italiano
- 1946 - Jorge Castelli, allenatore di calcio argentino († 2007)
- 1946 - Gareth Evans, filosofo inglese († 1980)
- 1946 - Daniel Libeskind, architetto polacco
- 1946 - Frank LoBiondo, politico statunitense
- 1946 - Sebastiano Rampulla, mafioso italiano († 2010)
- 1947 - Omar Arrestia, cestista e allenatore di pallacanestro uruguaiano († 2009)
- 1947 - Angelo Attaguile, politico e dirigente sportivo italiano
- 1947 - Carmelo Barbagallo, sindacalista italiano
- 1947 - Héctor Blondet, cestista portoricano († 2006)
- 1947 - Michael Ignatieff, politico canadese
- 1947 - Mario Naldini, ufficiale italiano († 1988)
- 1947 - Slavojka Taušan, ex cestista jugoslava
- 1947 - Zdeněk Zeman, allenatore di calcio ceco
- 1947 - Rolf Zuckowski, cantautore e produttore discografico tedesco
- 1948 - John Blackley, ex calciatore e allenatore di calcio scozzese
- 1948 - Lindsay Crouse, attrice statunitense
- 1948 - Vincenzo Guagliardo, ex brigatista e scrittore italiano
- 1948 - Dave Heineman, politico statunitense
- 1948 - Josip Katalinski, calciatore jugoslavo († 2011)
- 1948 - Ivan Kral, compositore, polistrumentista e produttore discografico ceco († 2020)
- 1948 - Stephen Milligan, politico e giornalista britannico († 1994)
- 1948 - Richard Riehle, attore statunitense
- 1948 - Steve Winwood, cantante, compositore e polistrumentista britannico
- 1949 - Piero Fantastichini, scultore e pittore italiano
- 1949 - Moto Hagio, fumettista giapponese
- 1949 - Elena Salgado, politica e economista spagnola
- 1950 - Dieter Borst, pittore tedesco
- 1950 - Bruce Boxleitner, attore e scrittore statunitense
- 1950 - Gabriel Byrne, attore e produttore cinematografico irlandese
- 1950 - Agustín Díaz Yanes, regista e sceneggiatore spagnolo
- 1950 - Fulvio Irace, architetto e storico dell'architettura italiano
- 1950 - Viktor Ivanov, politico e imprenditore russo
- 1950 - Fabio Duque Jaramillo, vescovo cattolico colombiano († 2022)
- 1950 - Helena Kennedy, avvocata, conduttrice televisiva e politica scozzese
- 1950 - Francesca Muzio, attrice italiana
- 1950 - Billy Squier, cantautore statunitense
- 1950 - Renate Stecher, ex velocista tedesca
- 1951 - George Karl, ex cestista e allenatore di pallacanestro statunitense
- 1951 - Gunnar Larsson, ex nuotatore svedese
- 1952 - Michele Torpedine, produttore discografico e batterista italiano
- 1953 - Paolo Arcà, compositore italiano
- 1953 - Kevin Grevey, ex cestista statunitense
- 1953 - Enrico Nan, avvocato e politico italiano
- 1953 - Mauro Rufo, ex calciatore italiano
- 1954 - Barry Ackroyd, direttore della fotografia britannico
- 1954 - Carmen Blanco, scrittrice spagnola
- 1954 - Peter Feyersinger, ex sciatore alpino austriaco
- 1954 - Friðrik Þór Friðriksson, regista islandese
- 1954 - Ricky Portera, chitarrista italiano
- 1954 - Stein Thunberg, ex calciatore norvegese
- 1954 - Rafael Yglesias, scrittore e sceneggiatore statunitense
- 1955 - Natal'ja Achrimenko, pesista sovietica († 2025)
- 1955 - Kim Anderson, ex cestista e allenatore di pallacanestro statunitense
- 1955 - Kix Brooks, cantautore statunitense
- 1955 - Kathy Dobie, giornalista e sceneggiatrice statunitense
- 1955 - Colin Dowdeswell, ex tennista britannico
- 1955 - Giuseppe Momigliano, rabbino italiano
- 1955 - Luigi Punziano, ex calciatore italiano
- 1956 - Evaristo Beccalossi, dirigente sportivo e ex calciatore italiano
- 1956 - Jānis Bojārs, pesista sovietico († 2018)
- 1956 - John Carlin, giornalista e scrittore britannico
- 1956 - Claudio Fattoretto, doppiatore italiano († 2013)
- 1956 - Bernie Federko, ex hockeista su ghiaccio canadese
- 1956 - Zenón Franco Ocampos, scacchista paraguaiano († 2024)
- 1956 - Sergio Marchi, politico e diplomatico canadese
- 1956 - Vlastimir Mijović, giornalista bosniaco († 2022)
- 1956 - Greg Phillinganes, tastierista e cantautore statunitense
- 1956 - Vladimir Sal'do, politico e militare russo
- 1956 - Luigi Vicinanza, giornalista e politico italiano
- 1956 - Ernst Walch, politico liechtensteinese
- 1956 - Tim de Zeeuw, astronomo olandese
- 1957 - Renee Blount, ex tennista statunitense
- 1957 - Tonio Borg, avvocato e ex politico maltese
- 1957 - Claudio Buziol, imprenditore italiano († 2005)
- 1957 - Goran Knežević, ex cestista, dirigente sportivo e politico serbo
- 1957 - Marianne Lindahl, ex cestista svedese
- 1957 - Antonio Presti, imprenditore e mecenate italiano
- 1957 - Nikolaj Romanov, pittore russo
- 1957 - Shmuel Zisman, ex cestista israeliano
- 1958 - Gianantonio Arnoldi, politico italiano
- 1958 - Massimo Briaschi, procuratore sportivo e ex calciatore italiano
- 1958 - Luc Crepy, vescovo cattolico francese
- 1958 - David Geddis, ex calciatore inglese
- 1958 - Kim Greist, attrice e ex modella statunitense
- 1958 - Jennifer Hetrick, attrice statunitense
- 1958 - Manfred Moser, ex calciatore liechtensteinese
- 1958 - Pietro Neglie, storico italiano
- 1958 - Tony Oliver, doppiatore portoricano
- 1958 - José María Rivas, calciatore salvadoregno († 2016)
- 1958 - Eric Singer, batterista statunitense
- 1958 - Andrea Tarkovács, ex cestista ungherese
- 1958 - Giacomo Terranova, politico italiano
- 1958 - James Wilder, giocatore di football americano statunitense
- 1958 - Dries van Noten, stilista belga
- 1959 - Josep Ferrer Bujons, poeta, scrittore e linguista spagnolo
- 1959 - Dave Christian, ex hockeista su ghiaccio statunitense
- 1959 - Paolo Collini, economista italiano
- 1959 - Mark Davies, vescovo cattolico britannico
- 1959 - Ray Gillen, cantante statunitense († 1993)
- 1959 - Giovanni Frangi, pittore e artista italiano
- 1959 - Ving Rhames, attore statunitense
- 1959 - Ron Rubin, doppiatore canadese
- 1959 - Carmine Verduci, mafioso italiano († 2014)
- 1959 - Deborah Warner, regista britannica
- 1960 - Luca Barilla, imprenditore italiano
- 1960 - Jorge Battaglia, ex calciatore paraguaiano
- 1960 - Gianfranco Botta, giornalista italiano († 2017)
- 1960 - Gianfranco Cerboni, criminale italiano
- 1960 - Michele Di Pace, ex velocista italiano
- 1960 - Simon Liberati, scrittore e giornalista francese
- 1960 - Lisa Martin, ex maratoneta australiana
- 1960 - Roman Jur'evič Moiseev, direttore d'orchestra russo
- 1960 - Rivo Rakotovao, politico malgascio
- 1960 - Moreno Trisorio, ex hockeista su ghiaccio italiano
- 1961 - Thomas Dooley, allenatore di calcio e ex calciatore statunitense
- 1961 - Billy Duffy, chitarrista britannico
- 1961 - Philippe Graton, scrittore e fotografo belga
- 1961 - André Krogsæter, ex calciatore norvegese
- 1961 - Frank Darío Kudelka, allenatore di calcio argentino
- 1961 - Bruce McCulloch, attore, regista e comico canadese
- 1961 - Lar Park-Lincoln, attrice, produttrice cinematografica e regista statunitense († 2025)
- 1961 - Ženja Sarandaliev, ex sollevatore bulgaro
- 1962 - Edouard Ballaman, politico italiano
- 1962 - Denis Charvet, ex rugbista a 15, produttore cinematografico e attore francese
- 1962 - Emilio Estevez, attore, regista e sceneggiatore statunitense
- 1962 - April Grace, attrice statunitense
- 1962 - Brett Gurewitz, chitarrista statunitense
- 1962 - Gregory Harold Johnson, ex astronauta e ufficiale statunitense
- 1962 - Marco Lanzetta Bertani, chirurgo italiano
- 1962 - Noel Lyons, ex sciatrice alpina statunitense
- 1962 - Federico Schlatter, direttore della fotografia italiano
- 1963 - Tonj Acquaviva, compositore, cantautore e arrangiatore italiano († 2024)
- 1963 - Roberto Argüello, ex tennista argentino
- 1963 - Augusto Chamorro, ex calciatore paraguaiano
- 1963 - Panagiōtīs Fasoulas, ex cestista e politico greco
- 1963 - Daniele Fossati, cantautore italiano
- 1963 - Martin Hanselmann, ex giocatore di football americano e allenatore di football americano tedesco
- 1963 - Gavin Hood, regista, sceneggiatore e attore sudafricano
- 1963 - Stefano Modena, ex pilota automobilistico italiano
- 1963 - Christiane Pielke, ex nuotatrice tedesca occidentale
- 1963 - Michael Raedecker, artista olandese
- 1963 - Camilla Sgambato, politica italiana
- 1963 - Graciela Stéfani, attrice argentina
- 1963 - Suh Wook, generale sudcoreano
- 1963 - Beatriz Valdés, attrice cubana
- 1963 - Jory Vinikour, clavicembalista statunitense
- 1963 - John Wells, allenatore di rugby a 15 e ex rugbista a 15 inglese
- 1963 - Peter Bryan Wells, arcivescovo cattolico e diplomatico statunitense
- 1963 - Vanessa A. Williams, attrice statunitense
- 1964 - Alessandro Baccini, oboista italiano
- 1964 - José Casanova, calciatore peruviano († 1987)
- 1964 - Jacques Deckousshoud, ex calciatore gabonese
- 1964 - Marco Di Stefano, politico italiano
- 1964 - Julian Gardner, ex rugbista a 15 e allenatore di rugby a 15 australiano
- 1964 - Danilo Giani, ex cestista italiano
- 1964 - Ainārs Linards, ex calciatore lettone
- 1964 - Julius Maada Bio, politico e militare sierraleonese
- 1964 - Pierre Morel, direttore della fotografia e regista francese
- 1964 - Ferdinand von Schirach, avvocato e scrittore tedesco
- 1964 - Stefan Schostok, politico tedesco
- 1964 - Bart Somers, politico belga
- 1964 - Csaba Sógor, politico romeno
- 1964 - Jorge Theiler, allenatore di calcio e ex calciatore argentino
- 1965 - Kalin Bankov, ex calciatore bulgaro
- 1965 - Youssef Haraoui, ex calciatore algerino
- 1965 - Pános Kamménos, politico e economista greco
- 1965 - Cristina López Barrio, scrittrice e avvocata spagnola
- 1965 - Vladimír Podzimek, saltatore con gli sci cecoslovacco († 1994)
- 1965 - Gretchen Polhemus, modella statunitense
- 1965 - Renée Simonsen, ex modella e attrice danese
- 1965 - Carolina Tohá, politica cilena
- 1966 - Stephen Baldwin, attore, regista e attivista statunitense
- 1966 - Sami Bouajila, attore francese
- 1966 - Stefano Cassarà, ex arbitro di calcio italiano
- 1966 - Dez Fafara, cantante statunitense
- 1966 - Bebel Gilberto, cantante brasiliana
- 1966 - John Lesher, produttore cinematografico statunitense
- 1966 - David Mitrani Arenal, scrittore cubano
- 1966 - Anne Ottenbrite, ex nuotatrice canadese
- 1966 - Davide Pioggia, glottologo italiano
- 1966 - Vladimir Quesada, ex calciatore costaricano
- 1966 - Deborah Kara Unger, attrice canadese
- 1966 - Andrea de Bertoldi, politico italiano
- 1967 - Darren Beckford, ex calciatore inglese
- 1967 - Espen Berntsen, arbitro di calcio norvegese
- 1967 - Yanitzia Canetti, scrittrice, traduttrice e editrice cubana
- 1967 - Johannes Enders, sassofonista tedesco
- 1967 - Ramón González Arrieta, ex ciclista su strada spagnolo
- 1967 - Martina Lubyová, politica e economista slovacca († 2023)
- 1967 - Germán Mesa, ex giocatore di baseball cubano
- 1967 - Lawrence Rucchin, hockeista su ghiaccio canadese († 2002)
- 1967 - Yūji Sakamoto, sceneggiatore giapponese
- 1967 - Bill Shorten, politico australiano
- 1968 - Sebastián Chico Martínez, vescovo cattolico spagnolo
- 1968 - Rob Chudzinski, ex giocatore di football americano e allenatore di football americano statunitense
- 1968 - Tony Hawk, imprenditore e attore statunitense
- 1968 - Jane Kerr, ex nuotatrice canadese
- 1968 - Johann Kogler, allenatore di calcio e ex calciatore austriaco
- 1968 - Vicente Ribas Prats, vescovo cattolico spagnolo
- 1968 - Bettina Stark-Watzinger, politica e economista tedesca
- 1969 - Bobby Allen, ex cestista canadese
- 1969 - Suzanne Clément, attrice canadese
- 1969 - Kim Fields, attrice statunitense
- 1969 - Béatrice Filliol, ex sciatrice alpina francese
- 1969 - Myke Gray, chitarrista britannico
- 1969 - Igor Kováč, ex ostacolista slovacco
- 1969 - Kazuhiro Murata, ex calciatore giapponese
- 1969 - Juan Antonio Rosa, ex cestista spagnolo
- 1969 - Enrico Sabena, compositore italiano
- 1970 - Lisa Brescia, attrice e cantante statunitense
- 1970 - Geno Dobrevski, ex calciatore bulgaro
- 1970 - Mark Foster, ex nuotatore britannico
- 1970 - Jim Furyk, golfista statunitense
- 1970 - Samantha Mathis, attrice statunitense
- 1970 - Marcos Mathías, allenatore di calcio e ex calciatore venezuelano
- 1970 - Daniela Melchiorre, magistrato e politica italiana
- 1970 - Oleksandr Tarnavs'kyj, generale ucraino
- 1970 - Emma Petitti, politica italiana
- 1970 - Margarete Schramböck, manager e politica austriaca
- 1970 - Carlos Secretário, allenatore di calcio e ex calciatore portoghese
- 1970 - Cheryl Waaka, ex rugbista a 15 e allenatrice di rugby a 15 neozelandese
- 1970 - Mike Weir, golfista canadese
- 1970 - David A.R. White, attore, sceneggiatore e produttore cinematografico statunitense
- 1971 - Kristin Asbjørnsen, cantante e compositrice norvegese
- 1971 - Doug Basham, ex wrestler statunitense
- 1971 - José Buljubasich, ex calciatore argentino
- 1971 - Garcia Domingos, ex cestista angolano
- 1971 - Jamie Luner, attrice statunitense
- 1971 - Steven Mond, attore canadese
- 1971 - Marcelo Nicola, allenatore di pallacanestro e ex cestista argentino
- 1971 - Francesco Ventola, politico italiano
- 1972 - Christian Campbell, attore e fotografo canadese
- 1972 - Erin Dilly, attrice e cantante statunitense
- 1972 - Ivo Georgiev, calciatore bulgaro († 2021)
- 1972 - Jason Kyle, ex giocatore di football americano statunitense
- 1972 - André Nevstad, ex calciatore norvegese
- 1972 - Alfonso Obregón, ex calciatore ecuadoriano
- 1972 - Junie Sanders, ex cestista statunitense
- 1972 - Rhea Seehorn, attrice statunitense
- 1972 - Sander Solberg, ex calciatore norvegese
- 1972 - Julissa Villanueva, patologa e attivista honduregna
- 1973 - Mackenzie Astin, attore statunitense
- 1973 - Mikkel Beck, ex calciatore e procuratore sportivo danese
- 1973 - Fabrice Catherine, ex calciatore francese
- 1973 - Xavier Dorfman, canottiere francese
- 1973 - Filipe Gouveia, allenatore di calcio e ex calciatore portoghese
- 1973 - Takayuki Nishigaya, allenatore di calcio e ex calciatore giapponese
- 1973 - Lutz Pfannenstiel, dirigente sportivo, allenatore di calcio e ex calciatore tedesco
- 1973 - Björn Rzoska, politico belga
- 1973 - Aurelijus Skarbalius, allenatore di calcio e ex calciatore lituano
- 1973 - Muene Tshijuka, ex cestista della Repubblica Democratica del Congo
- 1974 - Francesco-C, cantautore italiano
- 1974 - Ol'ga Mel'nik, ex biatleta russa
- 1974 - Alessio Musti, allenatore di calcio a 5 e ex giocatore di calcio a 5 italiano
- 1974 - Rune Nordengen, ex calciatore norvegese
- 1974 - Alan Pierson, direttore d'orchestra statunitense
- 1974 - Robert Vágner, ex calciatore ceco
- 1975 - Hélio Rubens Garcia Filho, ex cestista e allenatore di pallacanestro brasiliano
- 1975 - Yoshie Kasajima, ex calciatrice giapponese
- 1975 - David Kostelecký, tiratore a volo ceco
- 1975 - Jonah Lomu, rugbista a 15 neozelandese († 2015)
- 1975 - Stefano Margoni, ex hockeista su ghiaccio italiano
- 1975 - Eduardo Montagner Anguiano, scrittore messicano
- 1975 - Jared Polis, politico, imprenditore e filantropo statunitense
- 1975 - Marek Stuchlý, ex cestista ceco
- 1975 - Mayumi Yamaguchi, doppiatrice giapponese
- 1976 - Cristian Díaz, ex calciatore argentino
- 1976 - Silvia Ferrara, filologa classica italiana
- 1976 - Sara Funaro, politica italiana
- 1976 - Bruno Lage, allenatore di calcio e ex calciatore portoghese
- 1976 - Erwin Lemmens, ex calciatore belga
- 1976 - Teodoro Lonfernini, politico e notaio sammarinese
- 1976 - Ivo Macharácek, regista ceco
- 1976 - Mitja Mahorič, ex ciclista su strada sloveno
- 1976 - Mastafive, disc jockey, beatmaker e rapper italiano
- 1977 - Jeffrey Aubynn, allenatore di calcio e ex calciatore svedese
- 1977 - María José Besora, modella spagnola
- 1977 - Louis-Ronan Choisy, cantante francese
- 1977 - Graeme Dott, giocatore di snooker scozzese
- 1977 - Bryce Fisher, ex giocatore di football americano statunitense
- 1977 - Rebecca Herbst, attrice statunitense
- 1977 - Michael Jelenic, animatore, sceneggiatore e produttore televisivo statunitense
- 1977 - Rossella Lopes, ex pallamanista italiana
- 1977 - David Micó, pilota motociclistico spagnolo
- 1977 - Maryam Mirzakhani, matematica iraniana († 2017)
- 1977 - Regina Orioli, attrice italiana
- 1977 - Hilal Saeed, calciatore emiratino
- 1977 - Martin Skogman, allenatore di calcio svedese
- 1977 - William Sunsing, ex calciatore costaricano
- 1977 - Rachel Wilson, attrice canadese
- 1977 - Monique de Bruin, ex schermitrice statunitense
- 1978 - Aaron Abrams, attore e sceneggiatore canadese
- 1978 - Malin Åkerman, attrice svedese
- 1978 - Jason Biggs, attore statunitense
- 1978 - Javier Calleja, allenatore di calcio e ex calciatore spagnolo
- 1978 - Sergio Gerasi, fumettista e musicista italiano
- 1978 - Chris Hovan, ex giocatore di football americano statunitense
- 1978 - Lidia Kopania, cantante polacca
- 1978 - Yurïý Krotov, ex calciatore kazako
- 1978 - Manuela Monticelli, ex cestista italiana
- 1978 - Harutaka Ōno, ex calciatore giapponese
- 1978 - Janne Räsänen, ex calciatore finlandese
- 1978 - Hossein Rezazadeh, ex sollevatore iraniano
- 1979 - Radwan Al Azhar, calciatore siriano
- 1979 - Mariano Bruno, comico italiano
- 1979 - Fausto Cabra, attore e regista teatrale italiano
- 1979 - Andre Carter, ex giocatore di football americano statunitense
- 1979 - Milan Dozet, ex cestista serbo
- 1979 - Marjan Eid, allenatore di calcio e ex calciatore bahreinita
- 1979 - David Hellebuyck, ex calciatore francese
- 1979 - Takashi Kondō, doppiatore giapponese
- 1979 - Martin Rizzi, ex hockeista su ghiaccio italiano
- 1979 - Joaquim Rodríguez, ex ciclista su strada spagnolo
- 1979 - Emanuel Scelfo, hockeista su ghiaccio italiano
- 1979 - Adrian Serioux, ex calciatore canadese
- 1979 - Steve Smith, ex giocatore di football americano statunitense
- 1979 - Aaron Yoo, attore statunitense
- 1980 - Kine Beate Bjørnås, ex fondista norvegese
- 1980 - Keith Bogans, ex cestista e allenatore di pallacanestro statunitense
- 1980 - Augusto De Megni, personaggio televisivo italiano
- 1980 - Charīs Doukas, politico e ingegnere greco
- 1980 - Katarína Hricková, ex cestista slovacca
- 1980 - Christian Høgni Jacobsen, calciatore faroese
- 1980 - Maya Maron, attrice israeliana
- 1980 - Fabio Mengozzi, compositore e pianista italiano
- 1980 - Christian Minotti, ex nuotatore italiano
- 1980 - César Peixoto, allenatore di calcio e ex calciatore portoghese
- 1980 - Gastón de Robertis, rugbista a 15 argentino
- 1980 - Rishi Sunak, politico britannico
- 1980 - Jimmy Tamandi, ex calciatore svedese
- 1980 - Marama Vahirua, allenatore di calcio e ex calciatore tahitiano
- 1980 - Justin Zackham, sceneggiatore, regista e produttore cinematografico statunitense
- 1981 - Nerea Barros, attrice spagnola
- 1981 - Lorena Bernal, modella argentina
- 1981 - Johannes Bontje, allenatore di pallavolo e ex pallavolista olandese
- 1981 - Andre Brown, ex cestista statunitense
- 1981 - Erica Campbell, modella e ex attrice pornografica statunitense
- 1981 - Paolo Cova, storico dell'arte italiano
- 1981 - Marco De Luca, marciatore italiano
- 1981 - Laura Granville, tennista statunitense
- 1981 - Asmik Grigorian, soprano lituano
- 1981 - Naohiro Ishikawa, ex calciatore giapponese
- 1981 - Rami Malek, attore statunitense
- 1981 - Abdoulaye Maïga, militare e politico maliano
- 1981 - Kentarō Satō, compositore e direttore d'orchestra giapponese
- 1981 - Ivan Tresoldi, poeta italiano
- 1981 - Amy Watson, ex ballerina e direttrice artistica statunitense
- 1981 - Ben Westbeech, produttore discografico e disc jockey britannico
- 1982 - Maman Abdurrahman, calciatore indonesiano
- 1982 - Mobolaji Akiode, ex cestista statunitense
- 1982 - Marvin Anderson, velocista giamaicano
- 1982 - Fulvia Dulbecco, giocatrice di calcio a 5 e ex calciatrice italiana
- 1982 - Harry Ellis, ex rugbista a 15 britannico
- 1982 - Sebastian Hoeneß, allenatore di calcio e ex calciatore tedesco
- 1982 - Akihiro Hyōdō, ex calciatore giapponese
- 1982 - Peter Kalin, ex calciatore sloveno
- 1982 - Natal'ja Kulikova, pallavolista russa
- 1982 - Tom Reichelt, ex fondista tedesco
- 1982 - Anastasija Rodionova, ex tennista russa
- 1982 - Daniel Taylor, pesista statunitense
- 1982 - David Thaxton, attore teatrale e cantante gallese
- 1982 - Cosmin Vâtcă, allenatore di calcio e ex calciatore rumeno
- 1982 - Rhian Wilkinson, allenatrice di calcio e ex calciatrice canadese
- 1983 - Yaniv Azran, ex calciatore israeliano
- 1983 - Alicja Bachleda, attrice e cantante polacca
- 1983 - Leonardo Basile, taekwondoka italiano
- 1983 - Adam Bielecki, alpinista e scrittore polacco
- 1983 - Gladys Cherono, mezzofondista e maratoneta keniota
- 1983 - Mangpor Chonthicha, cantante e attrice thailandese
- 1983 - Igor de Camargo, allenatore di calcio e ex calciatore brasiliano
- 1983 - Cynthia Denzler, ex sciatrice alpina statunitense
- 1983 - Julien Desprès, canottiere francese
- 1983 - Nathan Fielder, comico, attore e produttore cinematografico canadese
- 1983 - Domhnall Gleeson, attore, regista e sceneggiatore irlandese
- 1983 - Axel Hervelle, ex cestista belga
- 1983 - Alina Kabaeva, ex ginnasta, politica e modella russa
- 1983 - Kushida, wrestler giapponese
- 1983 - Andre Patterson, ex cestista statunitense
- 1983 - Virginie Razzano, ex tennista francese
- 1983 - Luca Riemma, attore italiano
- 1983 - Geōrgios Saïtiōtīs, ex calciatore greco
- 1983 - Francisco Javier Torres, ex calciatore messicano
- 1983 - Saša Tuksar, ex tennista croato
- 1984 - Sajjad Anoushiravani, sollevatore iraniano
- 1984 - Emily Beecham, attrice britannica
- 1984 - Florian Blatter, hockeista su ghiaccio svizzero
- 1984 - Loredana Boboc, ex ginnasta rumena
- 1984 - Clare Bowen, attrice e cantante australiana
- 1984 - Michelle Campbell, ex cestista statunitense
- 1984 - John Carlson, ex giocatore di football americano statunitense
- 1984 - Anders Golding, tiratore a volo danese
- 1984 - Valentin Iglinskij, ex ciclista su strada kazako
- 1984 - Temur Jo'rayev, ex calciatore uzbeko
- 1984 - Allison Jones, sciatrice alpina e paraciclista statunitense
- 1984 - Yuliya Kolegova, pentatleta lituana
- 1984 - Adrianna Luna, attrice pornografica statunitense
- 1984 - Teariki Mateariki, calciatore cookese
- 1984 - Tommaso Reato, ex rugbista a 15 italiano
- 1984 - OnklP, rapper norvegese
- 1984 - Justin Williams, cestista statunitense
- 1984 - Markus Windisch, ex biatleta italiano
- 1985 - Tchami, disc jockey e produttore discografico francese
- 1985 - Jaime Gavilán, ex calciatore spagnolo
- 1985 - Paolo Goltz, ex calciatore argentino
- 1985 - Tally Hall, ex calciatore statunitense
- 1985 - Gábor Horváth, canoista ungherese
- 1985 - Andrew Howe, lunghista e velocista statunitense
- 1985 - Liu Yu, ex calciatore cinese
- 1985 - Rodrigo Longaray, ex calciatore brasiliano
- 1985 - Viktória Madarász, marciatrice ungherese
- 1985 - Brent Petway, ex cestista statunitense
- 1985 - Andris Šics, slittinista lettone
- 1985 - Jeroen Simaeys, ex calciatore belga
- 1985 - Matteo Teoldi, calciatore italiano
- 1985 - Marcelo Toscano, calciatore brasiliano
- 1985 - Dániel Tőzsér, ex calciatore ungherese
- 1985 - Lika Roman, modella ucraina
- 1985 - Armando Wila, ex calciatore ecuadoriano
- 1986 - Berik Abdrakhmanov, pugile kazako
- 1986 - Roberto Calabrese, attore italiano
- 1986 - Andrew Chichirua, calciatore vanuatuano
- 1986 - Riccardo Cortese, cestista italiano
- 1986 - Iarfhlaith Davoren, ex calciatore irlandese
- 1986 - Josh Duncan, cestista statunitense
- 1986 - Nilay Erdönmez, attrice turca
- 1986 - Fernando Gomes de Jesus, ex calciatore brasiliano
- 1986 - Elspeth Hanson, violista inglese
- 1986 - Masaaki Higashiguchi, calciatore giapponese
- 1986 - Víctor Liz, cestista dominicano
- 1986 - Fabian Maingain, politico belga
- 1986 - Oscar Morales, calciatore honduregno
- 1986 - Jonathan Orozco, ex calciatore messicano
- 1986 - Christinna Pedersen, giocatrice di badminton danese
- 1986 - Emanuel Perathoner, snowboarder italiano
- 1986 - Karen Pittman, attrice statunitense
- 1986 - Saer Sene, ex cestista senegalese
- 1986 - Roman Starčenko, hockeista su ghiaccio kazako
- 1986 - Evgenij Vajcechovskij, arrampicatore russo
- 1986 - Emily VanCamp, attrice canadese
- 1986 - Jamie Ward, calciatore nordirlandese
- 1986 - Paulo da Silva, pallavolista brasiliano
- 1987 - Tyson Alualu, giocatore di football americano statunitense
- 1987 - Libis Arenas, ex calciatore colombiano
- 1987 - Igor Banović, calciatore croato
- 1987 - Josh Bostic, ex cestista e allenatore di pallacanestro statunitense
- 1987 - Viktorija Dajneko, cantante russa
- 1987 - Alex Gough, slittinista canadese
- 1987 - Mike Iupati, ex giocatore di football americano statunitense
- 1987 - Kamil Kryński, ex velocista polacco
- 1987 - Lee Wai Sze, pistard hongkonghese
- 1987 - Liu Hong, marciatrice cinese
- 1987 - James Maynard, matematico britannico
- 1987 - Markus Palionis, allenatore di calcio e ex calciatore lituano
- 1987 - Jonathan Pereira, ex calciatore spagnolo
- 1987 - Chris Pontius, ex calciatore statunitense
- 1987 - Éric Ramos, calciatore paraguaiano
- 1987 - Darren Randolph, calciatore irlandese
- 1987 - Robbie Rogers, ex calciatore statunitense
- 1987 - Gianluca Sansone, calciatore italiano
- 1987 - Nebojša Skopljak, calciatore serbo
- 1987 - Irene Tombola, giocatrice di calcio a 5 e ex calciatrice italiana
- 1987 - Clams Casino, produttore discografico e compositore statunitense
- 1988 - Judit Bárdos, attrice slovacca
- 1988 - Toni Eggert, slittinista tedesco
- 1988 - Aja Evans, bobbista statunitense
- 1988 - Kristrún Frostadóttir, politica e economista islandese
- 1988 - Ivan Guidea, lottatore rumeno
- 1988 - Nenad Jovanović, calciatore serbo
- 1988 - John Kamara, calciatore sierraleonese
- 1988 - Bello Musa Kofarmata, calciatore nigeriano († 2022)
- 1988 - Ramazan Köse, calciatore turco
- 1988 - Marcelo Vieira da Silva Júnior, ex calciatore brasiliano
- 1988 - Babett Peter, ex calciatrice tedesca
- 1988 - Viktor Tichonov, hockeista su ghiaccio russo
- 1988 - Dragomir Vukobratović, calciatore serbo
- 1988 - Ben Zemanski, allenatore di calcio e ex calciatore statunitense
- 1989 - Rosaria Aiello, ex pallanuotista italiana
- 1989 - Nick Bellore, giocatore di football americano statunitense
- 1989 - Ricardo Blanco, calciatore costaricano
- 1989 - Ousmane Camara, cestista francese
- 1989 - Leonardo Castro, calciatore colombiano
- 1989 - Eleutheria Eleutheriou, cantante cipriota
- 1989 - Richard Gadd, drammaturgo, sceneggiatore e attore britannico
- 1989 - Paolo Giuliodori, politico italiano
- 1989 - Tess Haubrich, attrice e modella australiana
- 1989 - Étienne Lalonde Turbide, schermidore canadese
- 1989 - Andrew Little, ex calciatore nordirlandese
- 1989 - Luis David Martínez, tennista venezuelano
- 1989 - Mladen Matković, calciatore croato
- 1989 - Travis McCabe, ex ciclista su strada statunitense
- 1989 - Eric Odhiambo, ex calciatore inglese
- 1989 - Sabina Radu, calciatrice e giocatrice di calcio a 5 rumena
- 1989 - Catalina Robayo, modella colombiana
- 1989 - Gabrielle Ruiz, attrice statunitense
- 1989 - Boudewijn Röell, canottiere olandese
- 1989 - Sabrin Sburlea, ex calciatore rumeno
- 1989 - Stefan Schmidt, ex cestista tedesco
- 1989 - Zhang Chenglong, ginnasta cinese
- 1990 - Florent Amodio, ex pattinatore artistico su ghiaccio francese
- 1990 - Etika, youtuber statunitense († 2019)
- 1990 - Davide De Ceglie, nuotatore italiano
- 1990 - Dionicio Escalante, calciatore messicano
- 1990 - Meagan Ganzer, pallavolista statunitense
- 1990 - Anastasija Grigorjeva, lottatrice lettone
- 1990 - Oliver Kragl, calciatore tedesco
- 1990 - Melih Mahmutoğlu, cestista turco
- 1990 - Ibrahim Majid, calciatore kuwaitiano
- 1990 - Alfredo Morales, calciatore tedesco
- 1990 - Naldinho, ex calciatore brasiliano
- 1990 - Talbert Shumba, calciatore zimbabwese
- 1990 - Tobias Strobl, allenatore di calcio e ex calciatore tedesco
- 1991 - Hamza Al-Dardour, calciatore giordano
- 1991 - Alejandro Barrera García, calciatore spagnolo
- 1991 - Chris Boswell, giocatore di football americano statunitense
- 1991 - Kenny Boynton, cestista statunitense
- 1991 - Bernarda Brčić, pallavolista croata
- 1991 - Reginald Buckner, cestista statunitense
- 1991 - Nicolas Constantin Bicari, pallanuotista canadese
- 1991 - Jennifer Damiano, attrice e cantante statunitense
- 1991 - Joseph Dombrowski, ex ciclista su strada statunitense
- 1991 - Dudu Figueiredo, calciatore brasiliano
- 1991 - Niccolò Giannetti, calciatore italiano
- 1991 - Jakub Jeřábek, hockeista su ghiaccio ceco
- 1991 - Jason Myers, giocatore di football americano statunitense
- 1991 - Simonas Paulius, calciatore lituano
- 1991 - Nimrod Tishman, cestista israeliano
- 1992 - Vetle Sjåstad Christiansen, biatleta norvegese
- 1992 - Ignacio Colombini, calciatore argentino
- 1992 - Erik Durm, calciatore tedesco
- 1992 - Sigrún Ella Einarsdóttir, calciatrice islandese
- 1992 - Angela Gabbiadini, pallavolista italiana
- 1992 - Calum Jarvis, ex nuotatore britannico
- 1992 - Josiko, giocatore di calcio a 5 spagnolo
- 1992 - Roi Kehat, calciatore israeliano
- 1992 - Malcolm David Kelley, attore, cantautore e rapper statunitense
- 1992 - Volha Khudzenka, canoista bielorussa
- 1992 - Gianluca Lasaracina, regista, sceneggiatore e produttore cinematografico italiano
- 1992 - Michela Ledri, calciatrice italiana
- 1992 - Matthias Maak, calciatore austriaco
- 1992 - Nader Matar, calciatore libanese
- 1992 - Jovana Pašić, cestista montenegrina
- 1992 - Bruno Pires, calciatore brasiliano
- 1992 - Ángel Rivera, pallavolista portoricano
- 1992 - Varada Sethu, attrice indiana
- 1992 - Son Jun-ho, calciatore sudcoreano
- 1992 - Sofia Stefan, rugbista a 15 italiana
- 1992 - Joan Tomàs, cestista spagnolo
- 1992 - Pablo Torrijos, triplista spagnolo
- 1992 - Tunahan Çiçek, calciatore svizzero
- 1993 - Tobias Badila, ex calciatore francese
- 1993 - Federica Di Criscio, calciatrice italiana
- 1993 - Hilde Fenne, ex biatleta norvegese
- 1993 - Pablo González Juárez, calciatore spagnolo
- 1993 - Wendy Holdener, sciatrice alpina svizzera
- 1993 - Timo Horn, calciatore tedesco
- 1993 - Tomoya Inukai, calciatore giapponese
- 1993 - Debbi, cantante tedesca
- 1993 - Ákos Kinyik, calciatore ungherese
- 1993 - Nicholas Krause, ex sciatore alpino statunitense
- 1993 - Weverson Leandro Oliveira Moura, calciatore brasiliano
- 1993 - Colton Parayko, hockeista su ghiaccio canadese
- 1993 - Ali Price, rugbista a 15 britannico
- 1993 - Pauliena Rooijakkers, ciclista su strada, mountain biker e ciclocrossista olandese
- 1993 - Zoé Sostre, pallavolista portoricana
- 1994 - Azer Aliev, calciatore russo
- 1994 - Tomáš Břečka, calciatore ceco
- 1994 - Marc-Aurèle Caillard, calciatore francese
- 1994 - Billy King, calciatore scozzese
- 1994 - Drew Mikuska, attore statunitense
- 1994 - Ariana Miyamoto, modella giapponese
- 1994 - Giulia Moroni, cestista italiana
- 1994 - Mark Prinsen, pattinatore di short track olandese
- 1994 - Mona Shaito, schermitrice libanese
- 1994 - Karoline Smidt Nielsen, ex calciatrice danese
- 1994 - Giovanni Zaro, calciatore italiano
- 1994 - Flávio da Silva Ramos, calciatore brasiliano
- 1995 - Luke Benward, attore statunitense
- 1995 - Tropi, calciatore spagnolo
- 1995 - Irina Chromačëva, tennista russa
- 1995 - Léa Declercq, calciatrice francese
- 1995 - Andrij Dombrovs'kyj, calciatore ucraino
- 1995 - Bernard Donovan, calciatore zimbabwese
- 1995 - Nicole Doshi, attrice pornografica cinese
- 1995 - Matheus Duarte, calciatore brasiliano
- 1995 - Kajetan Duszyński, velocista polacco
- 1995 - Kenton Duty, attore, ballerino e cantante statunitense
- 1995 - Cullen Gillaspia, giocatore di football americano statunitense
- 1995 - Enrico Zappoli, pallavolista brasiliano
- 1995 - George Horne, rugbista a 15 britannico
- 1995 - Yona Knight-Wisdom, tuffatore giamaicano
- 1995 - Tamara Korpatsch, tennista tedesca
- 1995 - Lim Hyun-chul, pugile sudcoreano
- 1995 - Evan Maxwell, cestista statunitense
- 1995 - Hannah Starling, tuffatrice britannica
- 1995 - Mariusz Stępiński, calciatore polacco
- 1995 - Elke Van Gorp, calciatrice belga
- 1995 - Lucas Willian, calciatore brasiliano
- 1995 - Thaciano, calciatore brasiliano
- 1996 - Martha Araújo, multiplista colombiana
- 1996 - Yiğit Arslan, cestista turco
- 1996 - Jody February, calciatore sudafricano
- 1996 - Chin Hormechea, calciatore panamense
- 1996 - Raoul Hyman, pilota automobilistico sudafricano
- 1996 - Fran Karačić, calciatore croato
- 1996 - Li Xiaomeng, videogiocatrice cinese
- 1996 - Grace Mouat, attrice britannica
- 1996 - Sebastian Ofner, tennista austriaco
- 1996 - Fabrice Olinga, calciatore camerunese
- 1996 - Murilo Oliveira de Freitas, calciatore brasiliano
- 1996 - Laure Touyé, rugbista a 15 francese
- 1996 - Kōstas Tsimikas, calciatore greco
- 1996 - You Xiaodi, tennista cinese
- 1996 - Pia Züfle, calciatrice tedesca
- 1997 - Giorgi Beridze, calciatore georgiano
- 1997 - Juan Brunetta, calciatore argentino
- 1997 - Gianna Dior, attrice pornografica statunitense
- 1997 - Ismael Díaz, calciatore panamense
- 1997 - Fabian Fallert, tennista tedesco
- 1997 - Ryan Hawkins, cestista statunitense
- 1997 - Morgan Lake, multiplista e altista britannica
- 1997 - Shane Lemieux, giocatore di football americano statunitense
- 1997 - Taylor Moore, calciatore inglese
- 1997 - Mark Oliver Roosnupp, calciatore estone
- 1997 - Odeya Rush, attrice, modella e regista israeliana
- 1997 - Nate Sestina, cestista statunitense
- 1997 - Roderic Teamer, giocatore di football americano statunitense
- 1997 - Jordon Varnado, cestista statunitense
- 1997 - Eirik Wichne, calciatore norvegese
- 1997 - Connor Williams, ex giocatore di football americano statunitense
- 1997 - Frenkie de Jong, calciatore olandese
- 1998 - Mohamed Bamba, cestista statunitense
- 1998 - Ivica Batarelo, calciatore croato
- 1998 - Ty Chandler, giocatore di football americano statunitense
- 1998 - Neisi Dajomes, sollevatrice ecuadoriana
- 1998 - Fabiana Dorigo, sciatrice alpina tedesca
- 1998 - Franchu, calciatore argentino
- 1998 - Quade Green, cestista statunitense
- 1998 - Sveinn Aron Guðjohnsen, calciatore islandese
- 1998 - Libor Holík, calciatore ceco
- 1998 - BigXthaPlug, rapper statunitense
- 1998 - Gift Leotlela, velocista sudafricano
- 1998 - Lou Lopez Sénéchal, cestista francese
- 1998 - Cosmin Pascari, canottiere rumeno
- 1998 - Peng Shimeng, calciatrice cinese
- 1998 - Julia Scheib, sciatrice alpina austriaca
- 1998 - Dmytro Skapincev, cestista ucraino
- 1998 - Campbell Stewart, ciclista su strada e pistard neozelandese
- 1998 - Andreas Strand, ex sciatore alpino norvegese
- 1998 - Talles Brener de Paula, calciatore brasiliano
- 1998 - Yue Tze Nam, calciatore hongkonghese
- 1998 - Devis Vásquez, calciatore colombiano
- 1998 - Ibrahim Aden Warsama, calciatore gibutiano
- 1998 - Wu Tung-lin, tennista taiwanese
- 1998 - Yovel Zoosman, cestista israeliano
- 1999 - William Balikwisha, calciatore belga
- 1999 - Mārtiņš Bots, slittinista lettone
- 1999 - Andrea Fuentes, pallavolista portoricana
- 1999 - Hiroki Itō, calciatore giapponese
- 1999 - Léa Khelifi, calciatrice francese
- 1999 - Kartik Kumar, mezzofondista indiano
- 1999 - Nyu Eiko, goista giapponese
- 1999 - Ekhson Pandzhshanbe, calciatore tagiko
- 1999 - Eduard Sarapij, calciatore ucraino
- 1999 - Marino Satō, pilota automobilistico giapponese
- 1999 - Vasilije Terzić, calciatore montenegrino
- 1999 - Nair Tiknizjan, calciatore russo
- 1999 - Christian Watson, giocatore di football americano statunitense
- 2000 - Macéo Beard-Aigret, giocatore di football americano francese
- 2000 - Sofyan Chader, calciatore francese
- 2000 - Deng Lijuan, arrampicatrice cinese
- 2000 - Terry Enweonwu, pallavolista italiana
- 2000 - Barbora Havlíčková, fondista ceca
- 2000 - Leah Jeruto, siepista keniota
- 2000 - Christian Jones, giocatore di football americano statunitense
- 2000 - Mouhamed Ngom, calciatore senegalese
- 2000 - Nikolas Panagiōtou, calciatore cipriota
- 2000 - Sedona Prince, cestista statunitense
- 2000 - Andrea Stašková, calciatrice ceca
- 2000 - Gerónimo Tomasetti, calciatore argentino
- 2000 - Maksims Toņiševs, calciatore lettone

## XXI secolo(31)
- 2001 - Max Alves, calciatore brasiliano
- 2001 - Rosemary Chukwuma, velocista nigeriana
- 2001 - Sandro Cruz, calciatore angolano
- 2001 - Eugeniu Gliga, calciatore moldavo
- 2001 - Dorian Hanza, calciatore spagnolo
- 2001 - Issa Kaboré, calciatore burkinabé
- 2001 - Daan Kool, pistard olandese
- 2001 - Marko Mančić, giocatore di football americano serbo
- 2001 - Megan Oldham, sciatrice freestyle canadese
- 2001 - John Paul Ruttan, attore canadese
- 2001 - Mamadou Tounkara, calciatore maliano
- 2001 - Aleksandar Vidović, calciatore bosniaco
- 2002 - Moritz Kretschy, ciclista su strada e pistard tedesco
- 2002 - Alessandro Mercati, calciatore italiano
- 2003 - Issam Alnajjar, cantante giordano
- 2003 - Malaki Branham, cestista statunitense
- 2003 - Lenar Fattachov, calciatore russo
- 2003 - Ross McCausland, calciatore nordirlandese
- 2003 - Luca Sito, velocista italiano
- 2004 - Álvaro Bastida, calciatore spagnolo
- 2004 - Mateo Chávez, calciatore messicano
- 2004 - Glocky, rapper italiano
- 2004 - Tomasine De Brito, sciatrice alpina svedese
- 2004 - Karlos Nasar, sollevatore bulgaro
- 2004 - Seb Palmer-Houlden, calciatore inglese
- 2005 - Viktorija Listunova, ginnasta russa
- 2005 - Meseret Yeshaneh, mezzofondista e ostacolista etiope
- 2006 - Vasilije Adžić, calciatore montenegrino
- 2006 - João Cruz, calciatore brasiliano
- 2006 - Gabriel Capicchioni, calciatore sammarinese
- 2010 - Arisa Trew, skater australiana

## Senza anno specificato(1)
- Lawrence Phillips, giocatore di football americano statunitense († 2016)